# 紫荆关镇
紫荆关镇，是中华人民共和国河北省保定市易县下辖的一个乡镇级行政单位。

## 行政区划
紫荆关镇下辖以下地区：
紫荆关村、教场村、三里铺村、东清源村、西清源村、杨家沟村、枣各庄村、恩村、大兴安村、高庄村、孔各庄村、九源村、君玉村、南款村、玉山铺村、汉丈村、大盘石村、白家庄村、碾子沟村、小盘石村、胜利村、鸭子沟村、上陈驿村、泥瓦铺村和坡下村。